# Nogometna reprezentacija Ladina iz Italije
Nogometna reprezentacija Ladina iz Italije predstavlja ladinsku nacionalnu manjinu iz Italije.
Trenutačni izbornik: 

Osnovana:

## Sudjelovanja na natjecanjima
Sudionici su Europeade, europskog prvenstva nacionalnih manjina koje se održalo u Njemačkoj od 16. do 24. lipnja 2012. godine.
Igrali su u sastavu bez profesionalnih igrača, jer im to pravila Europeade nisu dopuštala.

## Vanjske poveznice
- Flickr, Flickr[neaktivna poveznica] Ladini na Europeadi 2012.